# Parafia Matki Boskiej Królowej Męczenników i św. Jana Pawła II Papieża w Bydgoszczy
Parafia Matki Boskiej Królowej Męczenników i św. Jana Pawła II Papieża w Bydgoszczy – rzymskokatolicka parafia w Bydgoszczy, erygowana w 1983 roku. Należy do dekanatu Bydgoszcz V. Od 28 sierpnia 2024 zgodnie z dekretem biskupa bydgoskiego Krzysztofa Włodarczyka parafia została połączona z parafią św. Jana Pawła II w Bydgoszczy na zasadzie inkorporacji (parafia św. Jana Pawła II stała się częścią składową parafii Matki Boskiej Królowej Męczenników w Bydgoszczy). 